# Dendropsophus novaisi
Dendropsophus novaisi är en groddjursart som först beskrevs av Werner C.A. Bokermann 1968.  Dendropsophus novaisi ingår i släktet Dendropsophus och familjen lövgrodor. IUCN kategoriserar arten globalt som otillräckligt studerad. Inga underarter finns listade i Catalogue of Life.